# Persone di cognome Testa
| Questa pagina contiene informazioni ricavate automaticamente dalle voci biografiche con l'ausilio del template Bio e di un bot. L'aggiornamento è periodico e automatico e ricostruisce completamente la pagina. Se manca una persona in questa lista, sei pregato di non aggiungerla, ma accertati piuttosto che la sua voce biografica contenga il template Bio e che i dati anagrafici siano correttamente compilati. Se il template Bio manca, inseriscilo tu stesso o, in alternativa, metti l'avviso {{tmp\|Bio}} che ne segnala la mancanza. Se i dati riportati sono sbagliati, correggi direttamente la voce biografica; le modifiche saranno visibili in questa lista entro pochi giorni. Per chiarimenti vedi il progetto antroponimi. La lista contiene solo le 60 persone che sono citate nell'enciclopedia e per le quali è stato implementato correttamente il template Bio. Pagina aggiornata al 23 giu 2025. |

Questa è una lista di persone presenti nell'enciclopedia che hanno il cognome Testa, suddivise per attività principale.

## Allenatori di calcio(1)
- Giuseppe Testa, allenatore di calcio e ex calciatore italiano (Pozzuoli, n. 1960)

## Antifascisti(1)
- Michele Testa, antifascista italiano (Cercemaggiore, n. 1875 - Roma, † 1944)

## Architetti(2)
- Clorindo Testa, architetto, pittore e scultore italiano (Napoli, n. 1923 - Buenos Aires, † 2013)
- Giovanni Francesco Testa, architetto e intagliatore italiano (Parma, n. 1506 - Parma, † 1590)

## Arciere(1)
- Maria Testa, arciera italiana (Roma, n. 1956 - Roma, † 2009)

## Arcivescovi cattolici(1)
- Francesco Testa, arcivescovo cattolico, teologo e giurista italiano (Nicosia, n. 1704 - Monreale, † 1773)

## Astronomi(1)
- Augusto Testa, astronomo italiano (n. 1950)

## Attori(1)
- Eugenio Testa, attore, regista e produttore cinematografico italiano (Torino, n. 1892 - Torino, † 1957)

## Attori teatrali(1)
- Dante Testa, attore teatrale, attore e regista italiano (Torino, n. 1861 - Torino, † 1923)

## Attrici(2)
- Karina Testa, attrice francese (Cannes, n. 1981)
- Mary Testa, attrice e cantante statunitense (Filadelfia, n. 1955)

## Avvocati(1)
- Gioachino Testa, avvocato e patriota italiano (Asti, n. 1771 - Asti, † 1797)

## Baritoni(1)
- Arturo Testa, baritono italiano (Milano, n. 1932 - Milano, † 2021)

## Calciatori(6)
- Carlo Testa, calciatore italiano
- Celestino Testa, calciatore italiano (Cameri, n. 1937 - Cameri, † 2013)
- Ennio Testa, calciatore italiano (Milano, n. 1930 - Cassano d'Adda, † 2019)
- Giuseppe Testa, calciatore italiano
- Ignazio Testa, calciatore italiano
- Luciano Testa, calciatore italiano (Albenga, n. 1928 - Pietra Ligure, † 2007)

## Cantautori(2)
- Armando Gill, cantautore e attore italiano (Napoli, n. 1877 - Napoli, † 1945)
- Gianmaria Testa, cantautore italiano (Cavallermaggiore, n. 1958 - Alba, † 2016)

## Cardinali(1)
- Gustavo Testa, cardinale e arcivescovo cattolico italiano (Boltiere, n. 1886 - Città del Vaticano, † 1969)

## Cestisti(1)
- Filippo Testa, cestista italiano (Tradate, n. 1997)

## Danzatori(1)
- Alberto Testa, danzatore e coreografo italiano (Torino, n. 1922 - Torino, † 2019)

## Danzatrici su ghiaccio(1)
- Federica Testa, ex danzatrice su ghiaccio italiana (Milano, n. 1993)

## Diplomatici(1)
- Heinrich von Testa, diplomatico e nobile austriaco (Pera, n. 1807 - Baden-Baden, † 1876)

## Dirigenti d'azienda(1)
- Chicco Testa, dirigente d'azienda e ex politico italiano (Bergamo, n. 1952)

## Filosofi(1)
- Alfonso Testa, filosofo e politico italiano (Borgonovo Val Tidone, n. 1784 - Piacenza, † 1860)

## Fondisti(1)
- Giovanni Testa, fondista e politico italiano (Bergün, n. 1903 - Sankt Moritz, † 1996)

## Giornalisti(2)
- Gian Pietro Testa, giornalista, poeta e scrittore italiano (Ferrara, n. 1936 - Ferrara, † 2023)
- Maurizio Testa, giornalista e scrittore italiano (Roma, n. 1954)

## Giuristi(1)
- Gaio Trebazio Testa, giurista e politico romano (Elea)

## Hockeisti su ghiaccio(1)
- Fabio Testa, ex hockeista su ghiaccio italiano (Rovigo, n. 1988)

## Mafiosi(1)
- Philip Testa, mafioso statunitense (Filadelfia, n. 1924 - Filadelfia, † 1981)

## Medici(2)
- Antonio Giuseppe Testa, medico italiano (Ferrara, n. 1756 - Ferrara, † 1814)
- Giuseppe Testa, medico italiano (Martina Franca, n. 1819 - Napoli, † 1894)

## Mezzofondiste(1)
- Paola Testa, ex mezzofondista italiana (Lecco, n. 1969)

## Militari(1)
- Temistocle Testa, militare e prefetto italiano (Grana Monferrato, n. 1897 - Porretta Terme, † 1949)

## Parolieri(1)
- Alberto Testa, paroliere, autore televisivo e cantante italiano (Santos, n. 1927 - Velletri, † 2009)

## Partigiani(1)
- Giuseppe Testa, partigiano italiano (Morrea, n. 1924 - Fontanelle di Alvito, † 1944)

## Piloti motonautici(1)
- Diego Testa, pilota motonautico italiano (Napoli, n. 1959)

## Pistard(1)
- Franco Testa, pistard e ciclista su strada italiano (Padova, n. 1938 - Padova, † 2025)

## Pittori(1)
- Pietro Testa, pittore italiano (Lucca, n. 1612 - Roma, † 1650)

## Poeti(1)
- Arrigo Testa, poeta italiano (Lentini)

## Politici(5)
- Antonio Testa, politico italiano (Verona, n. 1933 - Padova, † 2013)
- Domenico Testa, politico italiano (Isernia, n. 1945)
- Federico Testa, politico italiano (Verona, n. 1954)
- Guerino Testa, politico italiano (Pescara, n. 1970)
- Nunzio Francesco Testa, politico italiano (Pomigliano d'Arco, n. 1956)

## Presbiteri(2)
- Cherubino Testa, presbitero italiano (Avigliana, n. 1451 - Avigliana, † 1479)
- Raffaele Testa, presbitero e militare italiano (Barra, n. 1907 - Javorak-Nikšić, † 1943)

## Pubblicitari(1)
- Armando Testa, pubblicitario, disegnatore e animatore italiano (Torino, n. 1917 - Torino, † 1992)

## Pubblicitarie(1)
- Annamaria Testa, pubblicitaria, giornalista e saggista italiana (Milano, n. 1953)

## Pugili(1)
- Irma Testa, pugile italiana (Torre Annunziata, n. 1997)

## Registi(1)
- Lucio Testa, regista televisivo italiano (Napoli, n. 1945 - Ancona, † 2014)

## Scrittori(1)
- Gaetano Testa, scrittore, poeta e pittore italiano (Mistretta, n. 1935)

## Tiratori a volo(1)
- Raniero Testa, tiratore a volo italiano (Isola del Liri, n. 1977)

## Senza attività specificata(3)
- Enrico Testa, italianista e poeta italiano (Genova, n. 1956)
- Lucio Testa, ex politico italiano (Roma, n. 1940)
- Mirko Testa, paraciclista italiano (Seriate, n. 1997)